# University of California Press
University of California Press, également connu sous le nom de UC Press, est une maison d'édition américaine associée à l'université de Californie et spécialisée dans la presse universitaire. Fondée en 1893 à Berkeley en Californie, soit vingt-cinq années après l'ouverture de l'université, elle est devenue l'une des éditions de presse universitaires les plus importantes et la seule aux États-Unis répartie entre les divers campus qui composent l'ensemble de l'université[pertinence contestée]. Elle est membre de l'AAUP (Association américaine des presses universitaires)

## Historique
Les presses de l'université de Californie sont une maison d'édition sans but lucratif rattachée à l'université. Fondée en 1893, elles sont entièrement subventionnées par l'État de Californie comme éditeur d'ouvrages savants et scientifiques des professeurs de l'université. Elles sont également partiellement subventionnées par l'université.
La maison d'édition attire des manuscrits de partout dans le monde, publie 180 nouveaux livres reliés et environ 90 livres de poche chaque année, ainsi que trente revues savantes. La notoriété de ses auteurs et la qualité de ses publications en ont fait l'un des éditeurs universitaires de premier plan dans le monde. Environ un tiers des livres de l'UCP sont écrits par des membres du corps professoral de l'université de Californie.
Elle a son siège à Berkeley, un bureau à Los Angeles, et un bureau de diffusion à New York.
Les administrateurs de l'université de Californie font partie de son conseil, qui assume la responsabilité ultime pour les choix de publications. Le comité de rédaction des presses universitaires est un comité permanent du sénat académique de professeurs représentant neuf campus de l'université. Le conseil approuve chaque manuscrit pour publication et autorise à utiliser le label de l'université.

## Éditions
Chaque année, University of California Press publie environ 180 nouveaux livres, édite 54 revues, et maintient un catalogue d'approximativement 3 500 livres disponibles. Les livres de plus 3 000 chercheurs ont été publiés par l'University of California Press.
Bien qu'UCP publie dans toutes les disciplines universitaires, ses domaines principaux sont : l'histoire de l'antiquité les études asiatiques, les études littéraires et critiques,, l'anthropologie, l'architecture la sociologie, les sciences économiques, les sciences naturelles, l'histoire de la science physique/ l'épistémologie, l'art, la musique / la musicologie, le cinéma, la littérature classique, l’archéologie, les sciences politiques, l’œnologie, l’agronomie, des études sur les femmes/genre, l'histoire, les études africaines, latino - américaines, la philosophie, la religion et les études concernant la Californie.

### Bulletins et revues
Revues universitaires publiées par University of California Press :
- Asian Survey[27]
- The Auk
- Classical Antiquity[28]
- Contexts
- Federal Sentencing Reporter[29]
- Film Quarterly
- Historical Studies in the Natural Sciences[30]
- Historical Studies in the Physical and Biological Sciences[31]
- Huntington Library Quarterly[32]
- Journal of Empirical Research on Human Research Ethics[33]
- Journal of Palestine Studies[34]
- Journal of Vietnamese Studies[35]
- Journal of the American Musicological Society[36]
- Journal of Sexuality Research and Social Policy[37]
- Law and Literature[38]
- Mexican Studies/Estudios Mexicanos[39]
- Music Perception[40]
- Music Theory Spectrum[41]
- New Criminal Law Review[42]
- Nineteenth-Century Literature[43]
- Pacific Historical Review[44]
- The Public Historian[45]
- Religion and American Culture[46],[47]
- Representations[48]
- Rhetorica[49]
- Social Problems (journal)[50]
- Sociological Perspectives[51]
- Symbolic Interaction[52]
- The Journal of Musicology[36]

### Encyclopédies
En plus de ses bulletins et revues, les UC Press éditent des encyclopédies qui font autorité comme :
- Encyclopedia of Tidepools and Rocky Shores, sous la direction de Mark W Denny, Steve Gaine, 2007,
- Encyclopedia of Earth, par Michael Allaby, Robert Coenraads, Stephen Hutchinson, Karen McGhee, John O'Byrne, 2008
- Encyclopedia of Islands, sous la direction de Rosemary Gillespie et de David Clague, 2009,
- Encyclopedia of Weather and Climate Change, par Juliane L. Fry, Hans-F Graf, Richard Grotjahn, Marilyn N. Raphael,Clive Saunders, 2010
- Encyclopedia of Biological Invasions, sous la direction de Daniel Simberloff et de Marcel Rejmanek, 2011,
- Encyclopedia of Theoretical Ecology, sous la direction de Alan Hastings et de Louis Gross, 2012